# Морозівська сільська рада (Погребищенський район)
| Морозівська сільська рада — колишній орган місцевого самоврядування у Погребищенському районі Вінницької області з адміністративним центром у с. Морозівка. Сільській раді підпорядковані населені пункти: - с. Морозівка - с. Бухни |

## Склад ради
Рада складається з 16 депутатів та голови.

## Керівний склад сільської ради
| ПІБ                         | Основні відомості                                                         | Дата обрання | Дата звільнення |
| --------------------------- | ------------------------------------------------------------------------- | ------------ | --------------- |
| Гнатюк Володимир Вікторович | Сільський голова, 1951 року народження, освіта, безпартійний              | 26.03.2006   | 31.10.2010      |
| Шамро Дмитро Профирович     | Сільський голова, 1956 року народження, освіта вища, член Партії регіонів | 31.10.2010   |                 |

Примітка: таблиця складена за даними джерела